# Yūrei

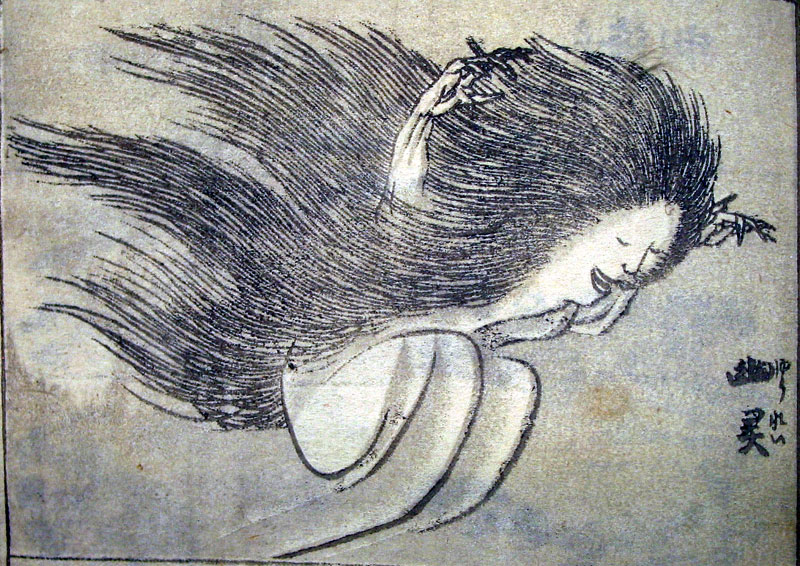
Uno yūrei in un ukiyo-e di Katsushika Hokusai

Gli yūrei (幽霊?) sono i fantasmi della tradizione giapponese. Il nome è composto dai kanji yū (幽? "flebile", "evanescente", ma anche "oscuro") e rei (霊? "anima" o "spirito"). Sono talvolta chiamati anche bōrei (亡霊? "spiriti dei caduti"), shiryō (死霊? "spiriti dei morti"), o anche con i più generici nomi di yōkai (妖怪?) e obake (お化け?).
Come per le controparti occidentali, si tratta di anime dei defunti che sono incapaci di lasciare il mondo dei vivi e raggiungere in pace l'aldilà.

## Origine
Secondo la tradizione giapponese, tutti gli esseri umani hanno uno spirito/anima o reikon (霊魂?); quando muoiono, il reikon lascia il corpo e resta in attesa del funerale e dei riti successivi, prima di potersi riunire ai propri antenati nell'aldilà. Se le cerimonie sono svolte nel modo appropriato, lo spirito del defunto diventa un protettore della famiglia, a cui torna a far visita ogni anno ad agosto durante la festa Obon, nella quale i vivi porgono ai defunti i propri ringraziamenti. 
Tuttavia, nel caso di morti improvvise e violente, o se i riti funebri non sono stati effettuati, o ancora se lo spirito è trattenuto al mondo dei vivi da forti emozioni, il reikon può trasformarsi in yūrei ed entrare in contatto con il mondo fisico. Non tutti gli spiriti che si trovano in queste condizioni però si trasformano in yūrei, perché agire sul mondo fisico dal mondo spirituale richiede una grande forza mentale o emotiva.
Lo yūrei può infestare un oggetto, un posto o una persona, e può essere scacciato solo dopo aver celebrato i riti funebri o risolto il conflitto emotivo che lo tiene legato al mondo dei vivi, anche se sono presenti delle forme di esorcismo.

## Aspetto

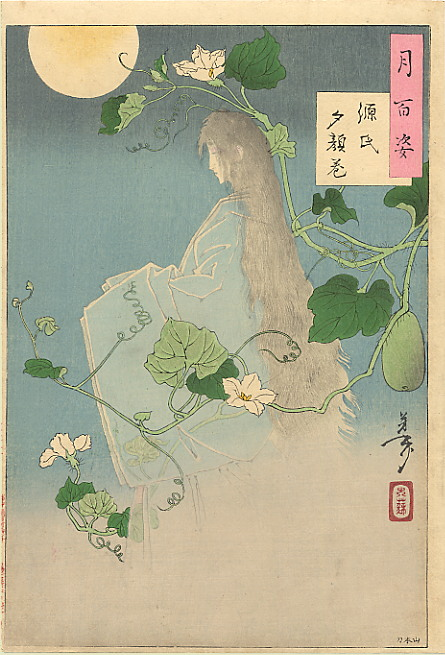
Tsukioka Yoshitoshi, Il fantasma di Yugao, 1886

All'inizio, la tradizione non attribuiva agli yūrei un aspetto differente da quello dei comuni esseri umani.
Nel tardo XVII secolo, durante il periodo Edo, si diffuse il gioco del Hyakumonogatari Kaidankai, molto popolare ancora oggi, che consiste nel raccontare a turno una storia dell'orrore (kaidan, termine non più in voga, sostituito nel giapponese moderno dall'inglese horror) e poi spegnere una luce; si credeva che quando l'ultima luce si fosse spenta uno yūrei si sarebbe manifestato. I kaidan divennero oggetto di letteratura, opere teatrali e dipinti, e gli yūrei cominciarono ad assumere degli attributi che permettevano al pubblico di identificarli immediatamente tra i personaggi.
Il primo esempio dell'aspetto ormai canonico di uno yūrei è Il fantasma di Oyuki, un ukiyo-e di Maruyama Ōkyo.
- Veste bianca - Simile al folkloristico lenzuolo bianco dell'immaginario collettivo occidentale, gli yūrei sono vestiti di un ampio abito bianco, che ricorda il kimono funerario in uso durante il periodo Edo; il kimono può essere un katabira (una semplice veste bianca) o un kyokatabira (simile al precedente ma decorato di sutra buddhisti).
- Hitaikakushi - Un altro elemento di vestiario che li contraddistingue, ma soprattutto in alcune opere teatrali o di carattere comico, e reso popolare principalmente da anime e manga; è un fazzoletto avvolto intorno alla testa che assume una forma triangolare (con la punta rivolta verso l'alto) sulla fronte.
- Capelli lunghi e neri - Gli yūrei hanno generalmente i capelli lunghi, neri e scompigliati. Si credeva che i capelli continuassero a crescere dopo la morte, e inoltre tutti gli attori nel kabuki indossavano parrucche.
- Mani morte e mancanza della parte inferiore del corpo - Le mani dello yūrei penzolano senza vita dai polsi, che sono generalmente portate in avanti con il gomito all'altezza dei fianchi. La parte inferiore del corpo è del tutto assente, e lo yūrei fluttua nell'aria. Queste caratteristiche comparvero dapprima negli ukiyo-e del periodo Edo, e vennero poi fatte proprie dal kabuki, nel quale per nascondere la parte inferiore del corpo si usava un kimono molto lungo o si sollevava l'attore da terra con delle corde.
- Hitodama - Gli yūrei sono spesso accompagnati da una coppia di fuochi fatui (hitodama) in sfumature tetre di blu, verde o viola; queste fiammelle sono considerate parte integrante dello spirito. Le hitodama sono entrate a far parte anche della simbologia di anime e manga in cui, oltre a seguire un fantasma, compaiono intorno a persone dall'aria funebre o stati emotivi fortemente depressi.

## Tipologie

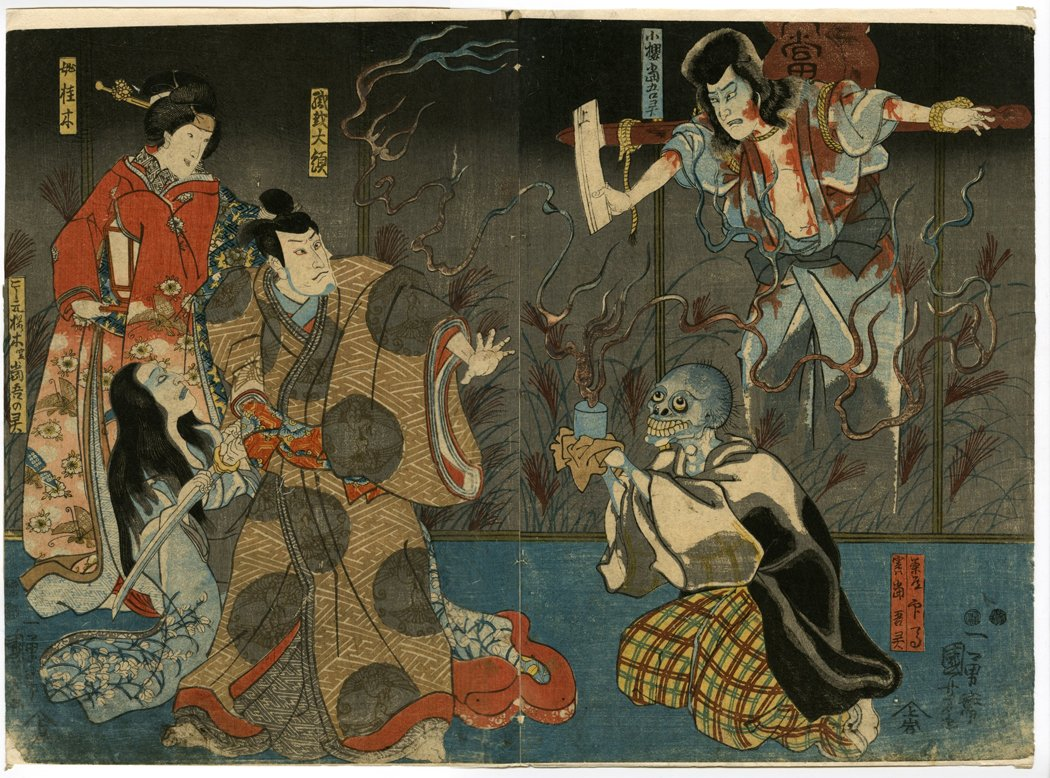
Utagawa Kuniyoshi, I fantasmi di Togo e sua moglie

- Jibakurei (自縛霊?): spettro, spesso di una persona morta suicida o con dei rimpianti, che infesta un particolare luogo.
- Hyōirei (憑依霊?): uno spettro che si impossessa del corpo di un vivente.
- Onryō (怨霊?): spiriti vendicativi che tornano a perseguitare chi li ha maltrattati in vita.
- Ubume (産女?): spiriti di madri morte nel dare alla luce un figlio, o senza sapere cosa sia accaduto ad essi; sono generalmente innocui e desiderano solo incontrare i propri figli.
- Goryō (御霊?): spiriti di aristocratici morti per intrighi di palazzo o traditi dai propri servitori, che tornano a esigere vendetta.
- Funayūrei (船幽霊?): spiriti di marinai morti in mare; se vengono lasciati salire su una nave la fanno affondare.
- Zashiki-warashi (座敷童?): fantasmi di bambini, generalmente dispettosi.
- Gaki (餓鬼?): nati e diffusi nell'ambito della tradizione buddhista (sono presenti in tutte le culture influenzate dal Buddhismo: sono chiamati preta in sanscrito, peta in pāli, yidak in tibetano ed 餓鬼 egui in cinese), sono fantasmi di persone morte nella pratica ossessiva dei propri vizi, e che sono state condannate perciò ad una sete e fame insaziabili di particolari oggetti, generalmente ripugnanti e umilianti.
- Jikininki (食尸鬼?): una variante del precedente, anche questa di ambito buddhista; la loro condanna è cibarsi di cadaveri.
- Ikiryō (生霊?): una particolare forma di fantasma che si materializza quando la persona è ancora in vita; se questa infatti prova un forte desiderio di vendetta l'anima può separarsi in parte dal corpo e andare a perseguitare il nemico, oppure se è molto malata o in coma può manifestarsi accanto ai familiari.
- Fantasmi di samurai: veterani della guerra di Genpei morti in battaglia; compaiono quasi esclusivamente nel teatro Nō.
- Fantasmi seduttori: in taluni casi lo spettro di una donna o un uomo cerca di avere una storia d'amore con un vivente.

## Esorcismi
Il modo più semplice per liberarsi di uno yūrei è soddisfare il suo desiderio, eliminando la sua ragione per restare in questo mondo; spesso significa trovare i suoi resti e dargli la dovuta sepoltura. Nel caso di onryō questo però significa dar seguito alla sua vendetta, cosa non sempre possibile, e inoltre le loro emozioni sono sufficientemente forti da sopravvivere anche dopo che lo scopo sia stato raggiunto. In questo caso è necessario un esorcismo, del quale però esistono diversi tipi. Nel buddhismo i monaci possono celebrare dei riti volti a facilitare il passaggio dello spirito nella sua prossima reincarnazione. Nello shintoismo è possibile recitare un norito (una preghiera rituale) con lo stesso scopo oppure usare un ofuda, un foglio con impresso il nome di un kami del quale assorbe il potere, che vengono premuti sulla fronte del posseduto o sparsi nell'area infestata. In almeno un caso, per placare uno spirito vendicativo lo si è deificato: dopo la morte in esilio di Sugawara no Michizane si verificarono epidemie e carestie, mentre la capitale subì tempeste e inondazioni, diversi fulmini colpirono il palazzo imperiale e morirono alcuni dei figli dell'Imperatore Daigo, che, su consiglio della corte convinta che Michizane fosse diventato un goryō, per placarlo bruciò l'ordine di esilio, deliberò che fosse venerato con il nome Tenjin (天神? "kami del cielo") e eresse in suo onore il tempio di Kitano a Kyōto.